# OS Monaco
Omnium Sports Monaco oder kurz OSM ist ein im Fürstentum Monaco beheimateter Sportverein. Er hat insbesondere durch seine Frauenfußballabteilung, deren Mannschaften am französischen Spielbetrieb teilnahmen und darin zeitweise auf oberstem Niveau antraten, Bedeutung erlangt; deshalb steht diese Abteilung im Mittelpunkt dieses Artikels.

## Geschichte
Gegründet wurde die Frauensparte 1976. Knapp ein Jahrzehnt später begann die Zeit, in der Omnium Sports das erfolgreichste Team der Region Provence-Alpes-Côte d’Azur stellte (siehe den Abschnitt hierunter). Diese Phase fand Mitte der 1990er Jahre ihr Ende. 2010 schlossen sich die Frauen von OSM dem „großen Nachbarn“ AS Monaco an.

## Ligazugehörigkeit und Erfolge
Zum ersten Mal konnte Omnium Sports Monaco sich in der Saison 1985/86 für die frankreichweite Meisterschaftsendrunde qualifizieren, die damals noch in Endrundenturnierform mit einer Mischung aus Gruppen- und K.-o.-Spielen ausgetragen wurde. Dabei stießen die Monegassinnen auf Anhieb als Gruppensieger in das Halbfinale vor, in dem sie sich allerdings dem späteren Meister VGA Saint-Maur geschlagen geben mussten. Im Jahr darauf standen sie wiederum in der Vorschlussrunde, erreichten das Finale aber erneut nicht. 1989 und 1990 brachte OSM es jeweils noch bis in das Viertelfinale, wobei die Frauen 1989 wiederum am späteren französischen Meister (diesmal war dies CS Saint-Brieuc) scheiterten.
Zum Zeitpunkt, als in Frankreich eine landesweite erste Frauenliga eingeführt wurde (1992), die zunächst Championnat National 1 A hieß, trat OS Monaco nur noch zweitklassig an. Allerdings gelang der Frauschaft als Gruppensieger prompt der Aufstieg ins fußballerische Oberhaus, und sie wurden zugleich der erste französische Zweitligameister. In der anschließenden Spielzeit 1993/94 reichte es dann nicht zum Klassenerhalt, der OSM auch dann verwehrt geblieben wäre, wenn der Landesverband dem Klub keine drei Punkte wegen Fehlens eines „Unterbaues“ im Jugendbereich abgezogen hätte. Bis 2002 spielten die Monegassinnen dann in der zweiten Liga, anschließend lediglich noch in der regionalen Division d’Honneur; dort waren sie auch nach ihrem Übertritt zur AS Monaco noch vertreten (bis mindestens 2015).
Im Landespokalwettbewerb, der erst 2001 eingeführt wurde, haben die Frauen von Omnium Sports es ebenfalls nie bis in den Hauptwettbewerb geschafft; ihr weitestes Vordringen darin reichte 2007/08 nur für das Erreichen des 1/64-Finales, in dem sie gegen einen anderen Drittligisten mit 0:8 den Kürzeren zogen.

## Bekannte ehemalige Spielerinnen
- Sarah Bouhaddi (als Jugendliche, bis 2002)
- Marie-Françoise Sidibé (1986–1992)